# Мирка, Владимир
Владимир Мирка (чеш. Vladimír Mirka, 14 декабря 1928 — ?) — чехословацкий футбольный тренер.

## Биография
Владимир Мирка родился 14 декабря 1928 года.
В 1965—1967 годах тренировал сборную Камбоджи по футболу. Мирка стал вторым наставником в истории команды. Под его руководством камбоджийцы 26 ноября 1965 года в Пномпене в товарищеском матче сыграли вничью со сборной Австралии — 0:0. 29 ноября 1966 года сборная Камбоджи одержала самую крупную победу в истории, в рамках турнира GANEFO разгромив в Пномпене сборную Северного Йемена — 8:0.
В 1967—1971 годах тренировал юношескую сборную Чехословакии, с которой в 1968 году выиграл Юниорский турнир УЕФА.
В 1972—1973 годах возглавлял тунисский «Эсперанс», в 1975 году — молодёжную сборную Чехословакии. В 1979—1981 годах тренировал выступавший в чемпионате Чехословакии «Скло Унион» из Теплице, в 1983—1984 годах — ВТЖ из Хомутова.
В дальнейшем работал с молодёжными клубными командами. В 1987 году с молодёжкой пражской «Спарты» выиграл чемпионат Чехословакии в младшей возрастной категории.
Дата смерти неизвестна.